# ژان-شارل والادون
ژان-شارل والادون (فرانسوی: Jean-Charles Valladont‎؛ زادهٔ ۲۰ مارس ۱۹۸۹) کماندار اهل فرانسه است.
وی در مسابقات کشوری و بین‌المللی در مجموع برندهٔ ۲ مدال طلا، ۲ مدال نقره، ۱ مدال برنز شده‌است.